# 玛丽·卡萨特
玛丽·斯蒂文森·卡萨特（Mary Stevenson Cassatt，1844年5月22日—1926年6月14日）是美国画家和版画家，但她一生中大部分时间是居住在法国，并成为印象派画家。
卡萨特善于描绘女人，尤其是母子关系的作品。是"les trois grandes dames" (the three great ladies)之一。

## 早期生平
卡萨特出生于美国宾夕法尼亚州的阿尔芬尼市（现在合并到匹兹堡），她父亲是證券经纪人，母亲来自银行家家庭，她小时经常被带外出旅行，10岁以前已经到过欧洲许多大城市，如伦敦、巴黎、柏林等。虽然她的父母不愿意她学习绘画，但她1861年仍然到费城的宾州美术学院去学习，她感到学习进程太慢，又讨厌教师和男同学盛气凌人的态度，1866年，她决定到巴黎自己去直接向古代大师们的作品学习。但由于普法战争爆发，她返回家乡，可是在家乡的小镇很难找到模特和绘画用品，她父亲仍然反对她选择这种职业，只资助她基本生活需要而不提供她继续进行绘画的资金。1871年，她受匹兹堡主教的委托，临摹意大利的宗教画，又返回欧洲。

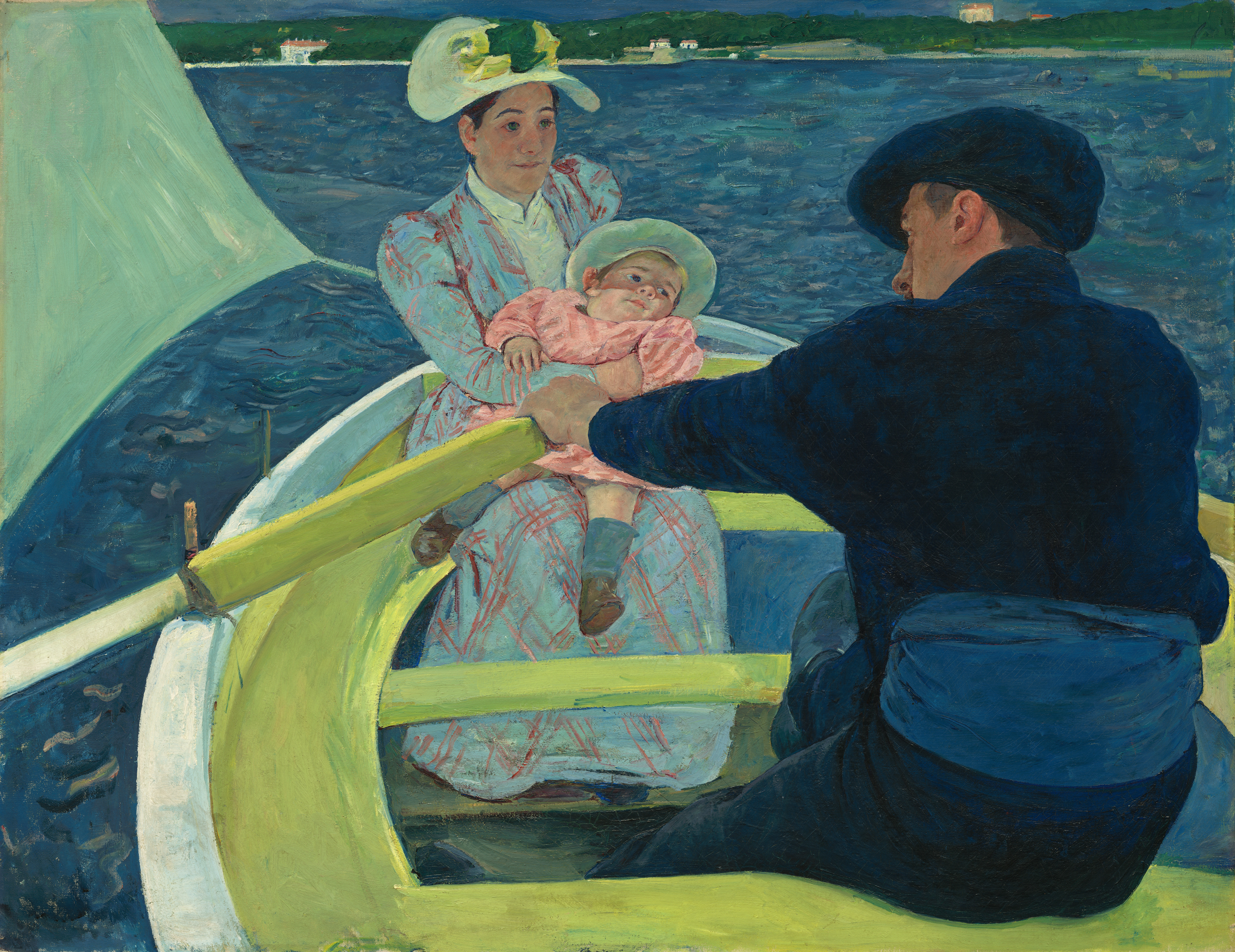
《船上聚会》

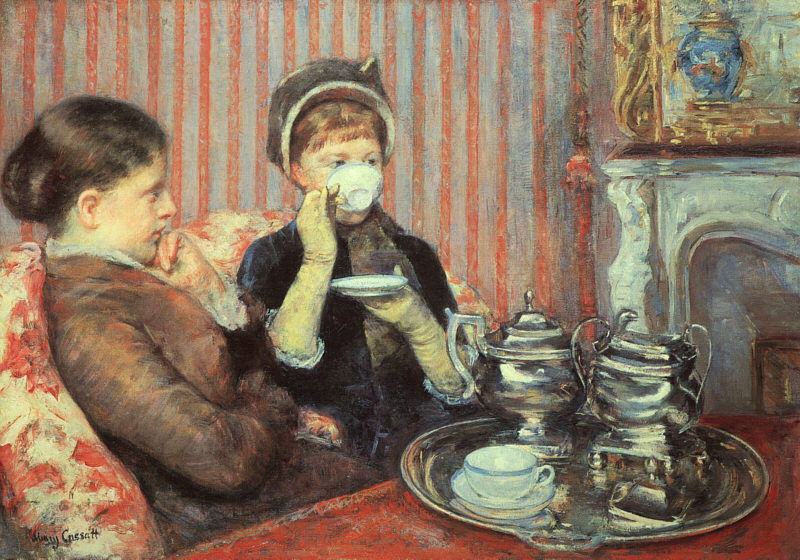
《午茶》（1880年），藏于波士顿美术馆

## 印象派
经过她在欧洲各大博物馆的自学以后，1872年，她的艺术风格已经逐渐成熟，她又到巴黎师从于卡米耶·畢沙羅学习。当年她的作品第一次在艺术沙龙展出，当时批评家评论她的作品色彩过于鲜艳，肖像太真实，有媚俗的印象。
有一次她路过一个卖画的橱窗，看到了埃德加·德加的一幅垩笔画，她终于知道反叛沙龙的不只是她一个人，她给一位朋友写信提到：“我把鼻子都贴到玻璃上去研究他的艺术，我的生活改变了，我终于看到了我想看的艺术”。1874年，她会见了德加，德加邀请她参加印象派画家的展览，1879年，她的作品在印象派画廊展出，以后直到1886年，她一直是活跃在印象派画家的圈子里。她和德加以及女画家贝尔特·莫里索成为好朋友，并和德加一样可以熟练地运用粉笔作画，并创作了许多著名的粉笔画作品。

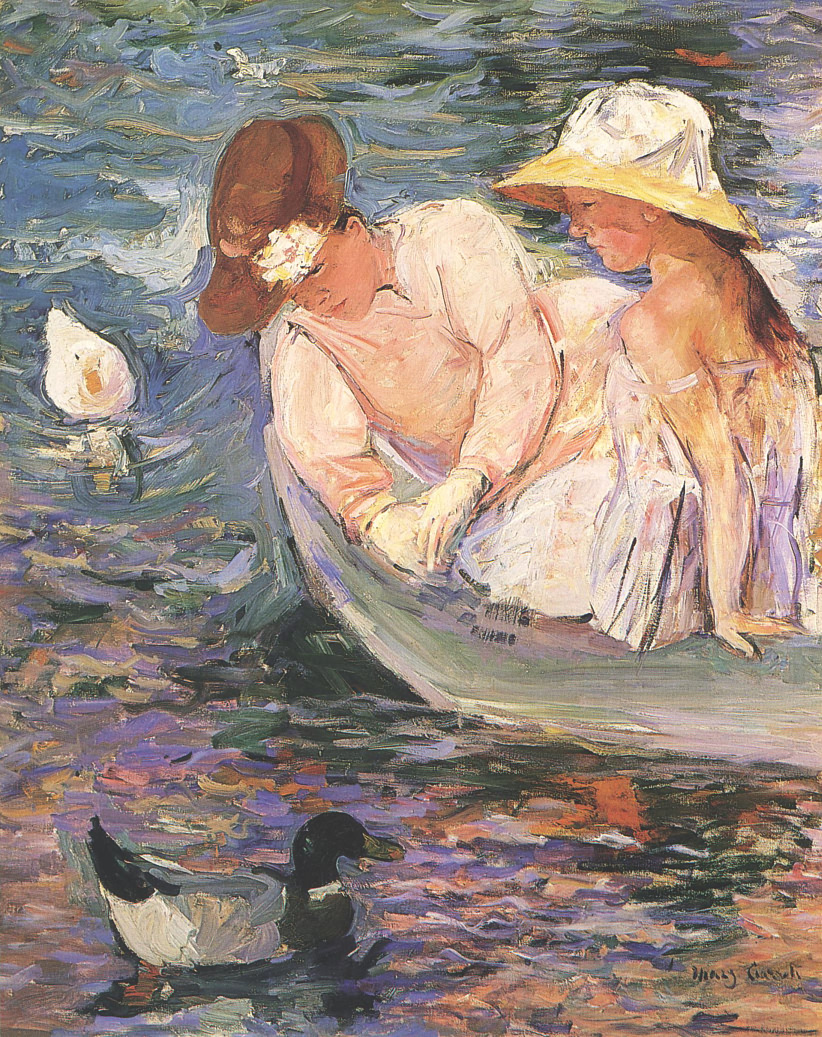
《夏日》（约1894年）

1877年，她母亲和妹妹来到巴黎，但很快就生病了，卡萨特停止了作画，专心照顾母亲和妹妹，她妹妹于1882年去世，但她母亲恢复了健康，到了1880年代中期，她又恢复了作画。.
从1886年，她的风格偏离了印象派的画风，更为简朴和直率，已经不属于任何画派的风格，她在试验各种技巧，创作了一系列的以母亲和孩子为主题的作品，观察仔细，画风严格细腻，但并不伤感，这些画作成为她的代表作品。1891年，她展出了一系列的雕板铜版画和蚀刻版画。

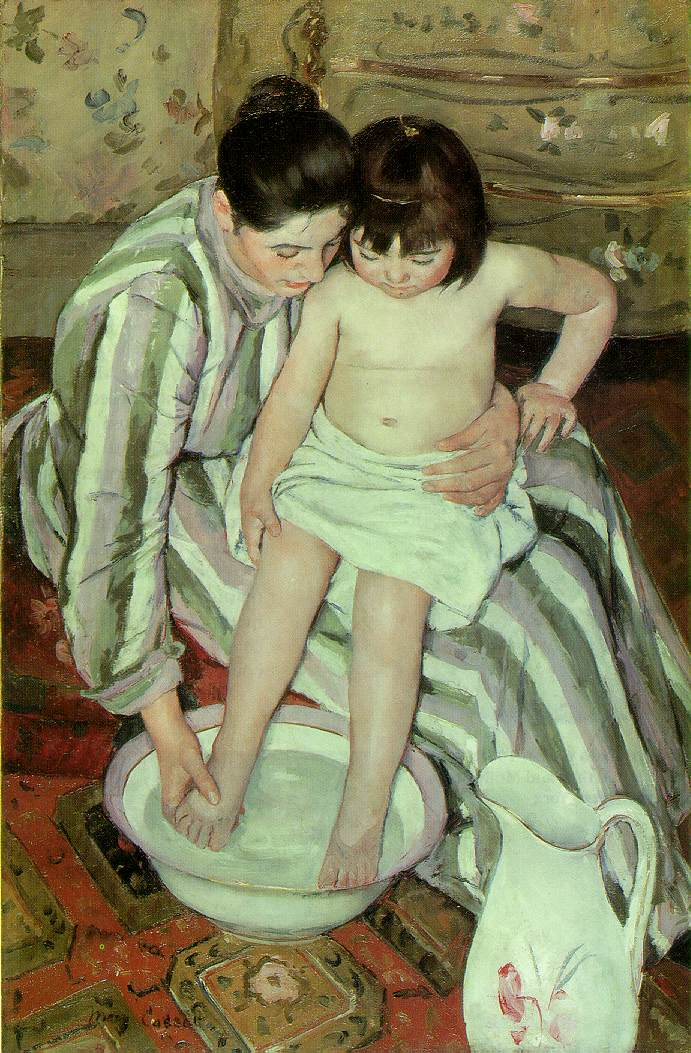
《孩童沐浴》（1893年），藏于芝加哥艺术学院

## 晚期生平
1890年代是卡萨特创作最旺盛的时代，她成为美国年轻画家的偶像。20世纪时，她成为几个著名收藏家的顾问，并经常鼓励他们为美国的博物馆捐献藏品，但是她自己的作品当时还很少为美国所认可。从1906年她的哥哥去世到1912年，她几乎没有再进行创作。
1910年，她前往埃及旅行，被古代的艺术所感染。1911年，她被诊断患有糖尿病、风湿病、三叉神经痛和白内障，但她仍然作画，直到1914年，她几乎已经双目失明，只好停止作画。1915年，她参加了争取妇女选举权利的运动，并在1915年展出她的18幅作品去支持这个运动。
由于她对艺术的贡献，法国政府在1904年授予她法国荣誉军团勋章。她终身未婚，于1926年在巴黎附近的小镇勃福来森堡逝世，享年82岁，被安葬于在法国的她的家族墓地。
2005年，她的作品曾以287万美元的高价被售出。